# Typhochrestus berniae
Typhochrestus berniae là một loài nhện trong họ Linyphiidae.
Loài này thuộc chi Typhochrestus. Typhochrestus berniae được Robert Bosmans miêu tả năm 2008.